# Remenoville
Remenoville è un comune francese di 156 abitanti situato nel dipartimento della Meurthe e Mosella nella regione del Grande Est.

## Storia

### Simboli
Gli scaglioni d'oro in campo azzurro sono l'emblema della famiglia de Lambertye, che furono signori del luogo; il braccio e il pastorale ricordano che l'abbazia di Beaupré aveva delle proprietà nella zona.

## Società

### Evoluzione demografica
Abitanti censiti